# عدد چرخش
در ریاضیات، عدد چرخش ناوردایی از همومورفیسم‌های دایره است.

## پیشینه
اولین بار توسط آنری پوانکاره درسال ۱۸۸۵ در رابطه با تقدم حضیض یک مدار سیاره‌ای تعریف شد. پوانکاره بعداً قضیه‌ای را اثبات کرد که وجود مدارهای متناوب را از نظر گویابودنِ عدد چرخش مشخص می‌کند.

## تعریف
فرض کنید که f: S1 → S1 یک همومورفیسم جهت-نگهدار دایره S1 = R/Z است. سپس f را می‌توان به یک همومورفیسم F: R → R از خط حقیقی لیفت شود که ارضا می‌کند
{\displaystyle F(x+m)=F(x)+m}
برای هر عدد حقیقی x و هر عدد صحیح m.
عدد چرخش f برحسب تکرارهای F تعریف می‌شود:
{\displaystyle \omega (f)=\lim _{n\to \infty }{\frac {F^{n}(x)-x}{n}}.}
هانری پوانکاره ثابت کرد که این حد وجود دارد و مستقل از انتخاب نقطه شروع x است. بالابر F اعداد صحیح مدول منحصر به فرد است، بنابراین عدد چرخش یک عنصر کاملاً تعریف شده از R/Z است. به‌طور شهودی، میانگین زاویه چرخش در امتداد مدارهای f را اندازه‌گیری می‌کند.

## مثال
اگر f چرخشی با {\displaystyle 2\pi \theta } باشد (که {\textstyle 0\leqslant \theta <1}) باشد، پس
{\displaystyle F(x)=x+\theta ,}
سپس عدد چرخش آن θ است (ر.ک. چرخش ناگویا).